# La insensata geometría del amor
La insensata geometría del amor es una novela de la escritora argentina Susana Guzner publicada en 2001. La novela trata sobre el romance entre dos mujeres en el que se pone en tensión el lesbianismo y la heterosexualidad de cada una.

## Trama
Las protagonistas son Eva y María, dos jóvenes españolas que se conocen en el aeropuerto de Roma. María es una joven lesbiana que luego de que su pareja muriera ha sufrido un trauma que le ha impedido volverse a enamorar, pero que queda deslumbrada por Eva, una joven igual que ella, misteriosa, fascinante y heterosexual. Comienzan una relación amorosa en la que María se ve envuelta en una trama mental tejida por Eva, mediante desapariciones y actitudes fuera de lugar, que la hacen dudar sobre si es lesbiana o no. Durante la novela se irán descubriendo que no todo es lo que parece. El final abierto, no resuelve del todo las dudas que genera la trama.

## Recepción
La autora Susana Guzner, era una argentina que había tenido que huir de su país en 1976, debido a la persecución política durante la última dictadura: «tras la violación, tortura y asesinato de mi única hermana a manos de la llamada Triple A de Isabel Perón este escuadrón de la muerte extendió su amenaza a mí y tuve que exiliarme prácticamente con lo puesto”.» Se radicó entonces en España. Dedicada a la pedagogía y a la escritura de guiones para televisión, escribió a los 55 años la que sería su primera novela. El éxito la tomó por sorpresa, ya que no se había realizado ninguna campaña de marketing.
Sus dos primeras ediciones figuraron entre los libros más vendidos de América. Fue traducida al inglés, alemán, portugués, polaco, holandés y francés. En la tienda Amazon.fr se mantuvo durante tres años entre los diez primeros en ventas de libros extranjeros.
Notablemente, la editorial Plaza y Janés solo envió 350 ejemplares para ser vendidos en la Argentina, que se agotaron de inmediato. Recién diez años después de publicada, Santillana decidió hacer una edición argentina.

## Interpretaciones y juicios
La propia Susana Guzner ha cuestionado la existencia de una «literatura lésbica» como una concepto heteronormativo que supone que ««la literatura sólo puede ser masculina y heterosexual» y la focalización que la crítica ha hecho de la sexualidad de sus personajes:

¿Acaso a Isabel Allende se le exigen puntillosas explicaciones de por qué sus obras y personajes son heterosexuales?”, dice. “Lo comprendo bien, sin embargo. Es un mucho de novedad y un bastante de morbo, siendo la heterosexualidad norma obligada en nuestra sociedad. Espero que en un futuro cercano la identidad afectiva de las criaturas de ficción sea la anécdota y la calidad literaria el interés medular.
Susana Guzner

La escritora Paula Jiménez España ha dicho sobre la novela:

Completamente atrapante y con nada de insensato en su construcción, esta novela editada en 2001 a través de Plaza y Janés mantiene a lectores y lectoras en vilo desde la primera hasta la última página, expone el trasfondo lesbofóbico que convierte a ciertos amores en difíciles, ofrece un profundo y detallado paneo de la cultura lesbiana, y muestra algunos de nuestros variados modos de vincularnos y de sobrevivir.
Paula Jiménez España